# Tantilla melanocephala
Tantilla melanocephala är en ormart som beskrevs av Carl von Linné 1758. Tantilla melanocephala ingår i släktet Tantilla och familjen snokar. Inga underarter finns listade i Catalogue of Life.
Denna orm förekommer i Sydamerika i Brasilien, i regionen Guyana och i andra regioner av Venezuela, Colombia, Ecuador, Peru och Bolivia, Paraguay, Uruguay och norra Argentina. Små avskilda populationer finns i centrala Panama. Arten lever låglandet och i bergstrakter upp till 2750 meter över havet. Individerna vistas främst i gräsmarker och savanner. De besöker även skogar, jordbruksmark och trädgårdar. Tantilla melanocephala gräver i lövskiktet och i det översta jordlagret. Den har främst enkelfotingar som föda som kompletteras med andra ryggradslösa djur. Honor lägger ägg.
Beståndet i Argentina hotas av skogens omvandling till jordbruksmark. Några exemplar dödas av människor som inte vill ha ormar nära sin bostad. Hela populationen anses vara stabil. IUCN listar arten som livskraftig (LC).